# Bełomorski prochod
Bełomorski prochod (bułg. Беломорски проход, pol. Przełęcz Białomorska, gdzie „Morze Białe” to bułgarska nazwa Morza Egejskiego) – przełęcz w Rodopach i tradycyjna droga łącząca Płowdiw z Ksanti w zachodniej Tracji. Z północy na południe droga wiodła wzdłuż Czepełarskiej reki, przez przełęcz Rożen i obecne miasto Smolan i zjeżdżała południowymi zboczami Rodopów ku Ksanti. 
Na początku XX wieku droga przez Bełomorski prochod została przecięta granicą między Bułgarią i Grecją. Między wojną bałkańską i I światową, kiedy zachodnia (Bełomorska) Tracja była częścią Bułgarii, planowano budowę linii kolejowej przez przełęcz, jak i wybudowano odcinek z Płowdiwu do Asenowgradu. Podczas okupacji zachodniej Tracji przez Bułgarię podczas II wojny światowej plany te odnowiono, ale nie doszło do praktycznych działań.